# Elton George Krafft
Elton George Krafft (* 15. Januar 1914 in Elkhart, Indiana; † 23. November 2001) war ein US-amerikanischer Landschaftsmaler.

## Leben
Er erhielt seine künstlerische Ausbildung an der Layton School of Art in Milwaukee, Wisconsin. Hier betrieb er auch für mehrere Jahre ein Reklameatelier. Im Zweiten Weltkrieg diente er im Army Corps of Engineers im Südpazifik. Er wurde Mentor des 1950 aus Dänemark immigrierten Jens Carstensen.
Nach seiner Pensionierung im Jahr 1985 zog er mit seiner Frau Olga zum Lake Geneva, der sein bevorzugtes Motiv wurde.